# Tommaso del Mazza
Tommaso del Mazza (actif entre 1377 et 1392) est un peintre italien du XIVe siècle, documenté à Florence, Prato et Pistoia entre 1377 et 1391.
Il est très vraisemblablement l'auteur du groupe d'œuvres classées sous le nom de convention de Maître de Santa Verdiana (d'après une Vierge à l'Enfant et six saints conservée à Atlanta, où cette sainte peu fréquente est représentée). Il se confond également avec le Maître du Couronnement de Louvre, défini par Offner pour désigner l'auteur du panneau du Couronnement de la Vierge (Louvre, inv. 816).

## Biographie
Tommaso del Mazza s'est formé à Florence, d'abord dans l'atelier d'Andrea Orcagna, puis avec le frère de celui-ci Jacopo di Cione. Il peint dans un style gothique typique, avec des fonds dorés.

## Œuvres
- Couronnement de la Vierge avec dix-huit saints et dix anges. En prédelle : Annonciation, Nativité, Aix-en-Provence, Musée Granet (inv. 860.01.187)
- Vierge d'Humilité entourée d'anges et de saints (vers 1375), Florence, Accademia
- Triptyque de retable provenant de l'autel de Saint Jean-Baptiste de l'hôpital Bonifazio (it) à Florence (vers 1385), Avignon, Musée du Petit Palais : Saint Jean-Baptiste, saint Antoine de Padoue et le donateur, Bonifazio Lupi (it) (inv. M.I. 367) ; La Vierge et l'Enfant entourée de huit anges (inv. M.I. 363); Saint Jean Evangéliste, saint Louis de Toulouse et la donatrice, Caterina dei Franzesi (inv. M.I. 386)[4]
- Le Couronnement de la Vierge, Paris, musée du Louvre (inv. 816, MR 348)
- Vierge à l'Enfant avec six saints (1390), Atlanta, High Museum of Art [5]
- Saint Christophe et l'Enfant Jésus (vers 1390), fresque détachée, Avignon, Musée du Petit Palais (inv. M.I. 359)[1],[6]
- Annonciation (vers 1390-95), Los Angeles, Getty Museum (inv. 71.PB.21), probablement originaire de la chapelle Piccolomini de l'église San Francesco de Pienza[7]
- Mariage de la Vierge (vers 1395-1400), Bergame, Académie Carrara (inv. 81LC00189)
- La Vierge et l'Enfant avec saints et donateurs (vers 1400), Dublin, National Gallery[8]
- Série de panneaux avec les scènes de la Passion, Vie et Couronnement de la Vierge (1365-1375) provenant de l'Oratoire de la Confraternité de Jésus et de la Croix à Florence (Confraternita di Gesu e della Croce)[9]

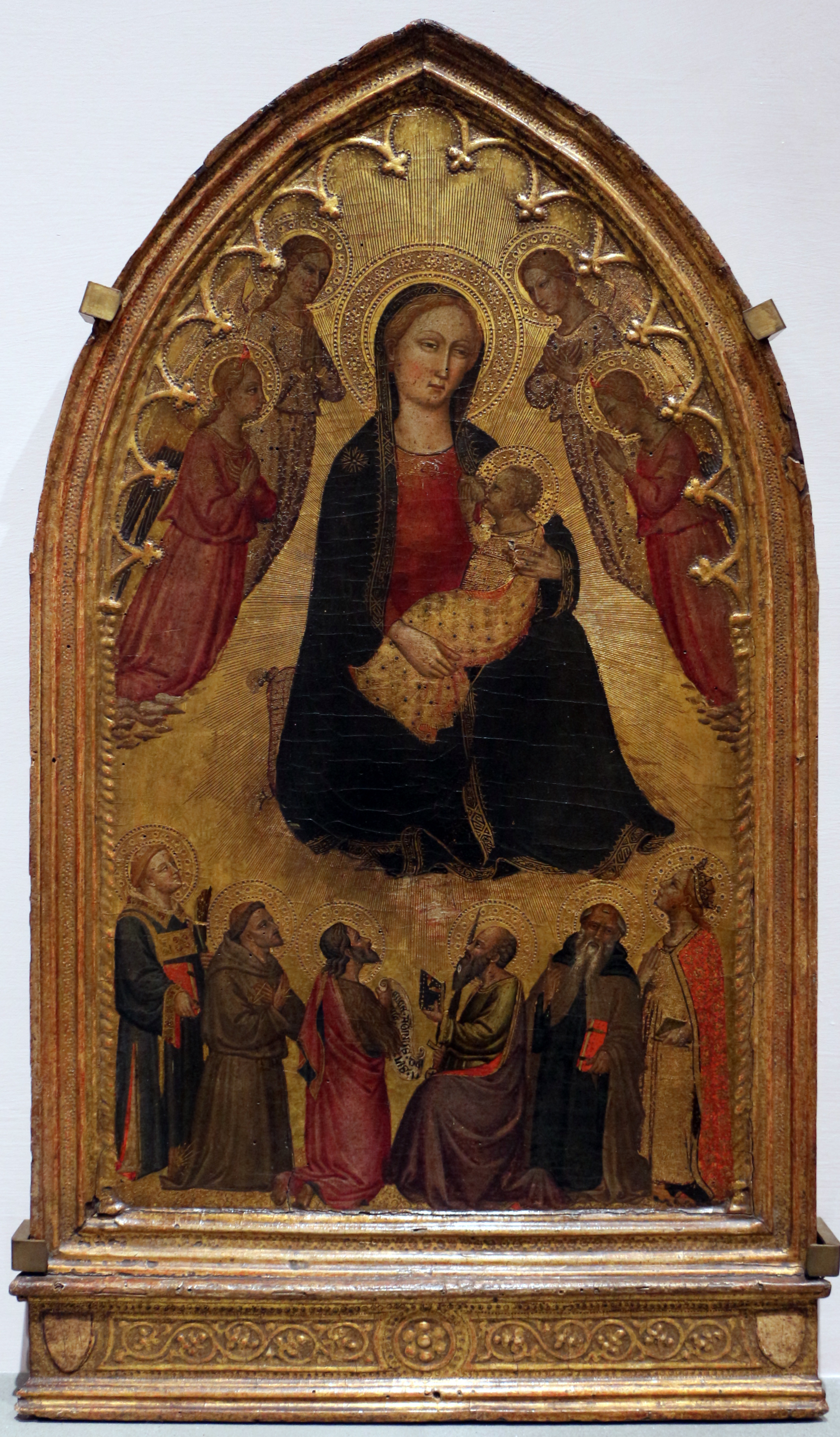
Vierge d'Humilité entre quatre anges et saints (vers 1375), Florence, Accademia
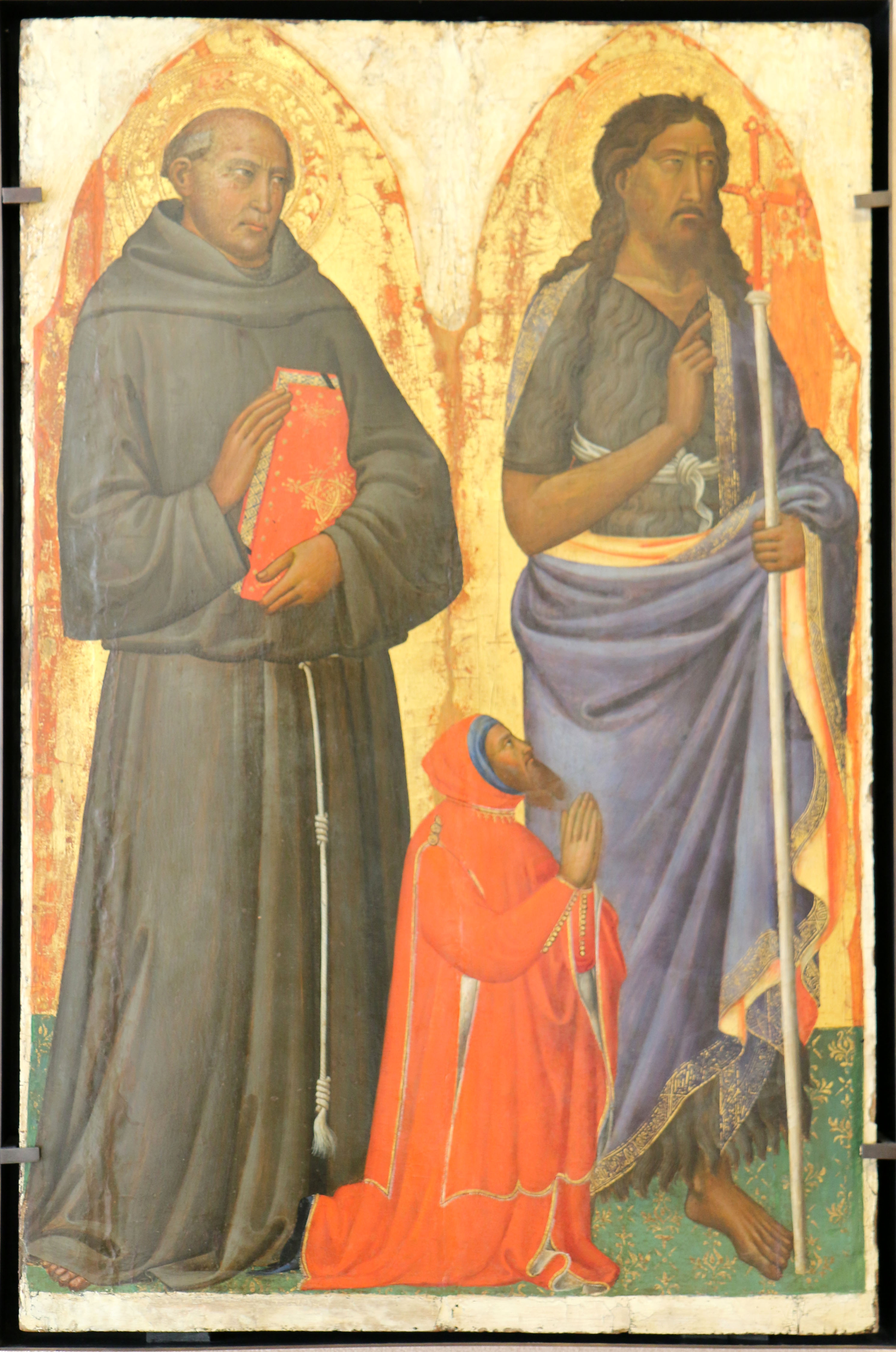
Triptyque Bonifazio (vers 1385): Saint Antoine, saint Jean-Baptiste et Bonifazio Lupi
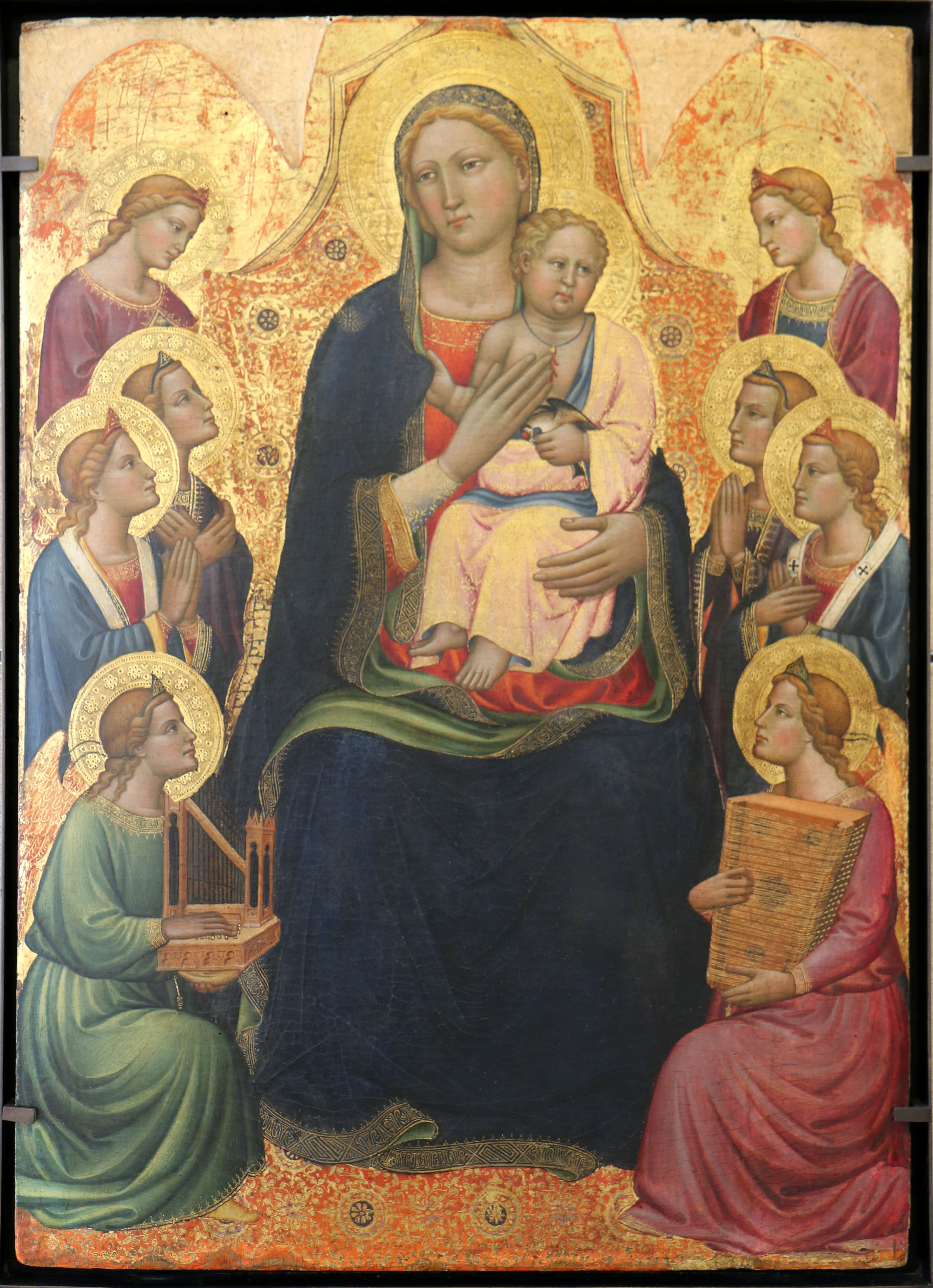
Triptyque Bonifazio (vers 1385) : La Vierge et l'Enfant entourés de huit saints
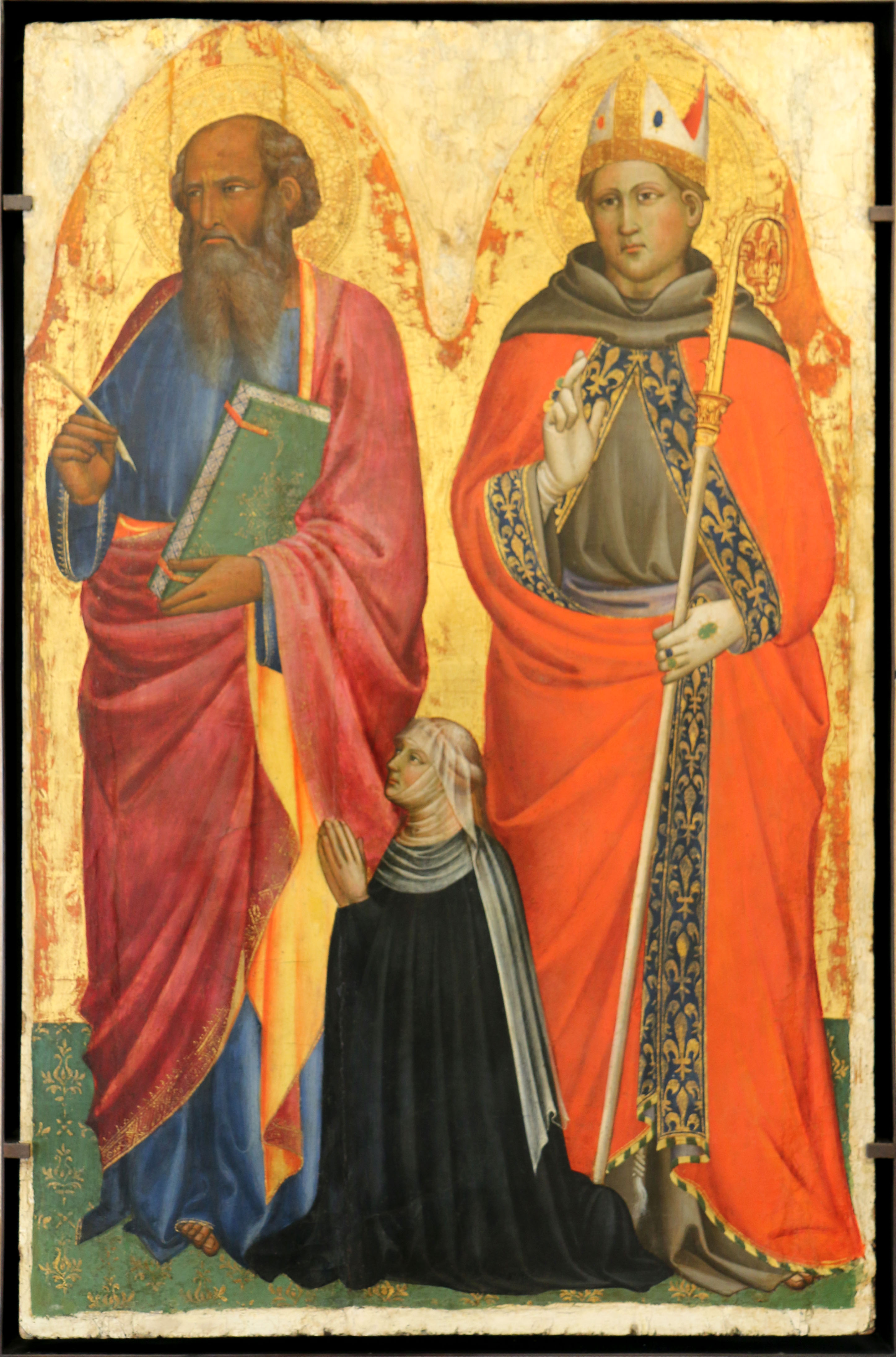
Triptyque Bonifazio (vers 1385): Saint Jean l'évangéliste, saint Louis de Toulouse et Catarina de Franzesi
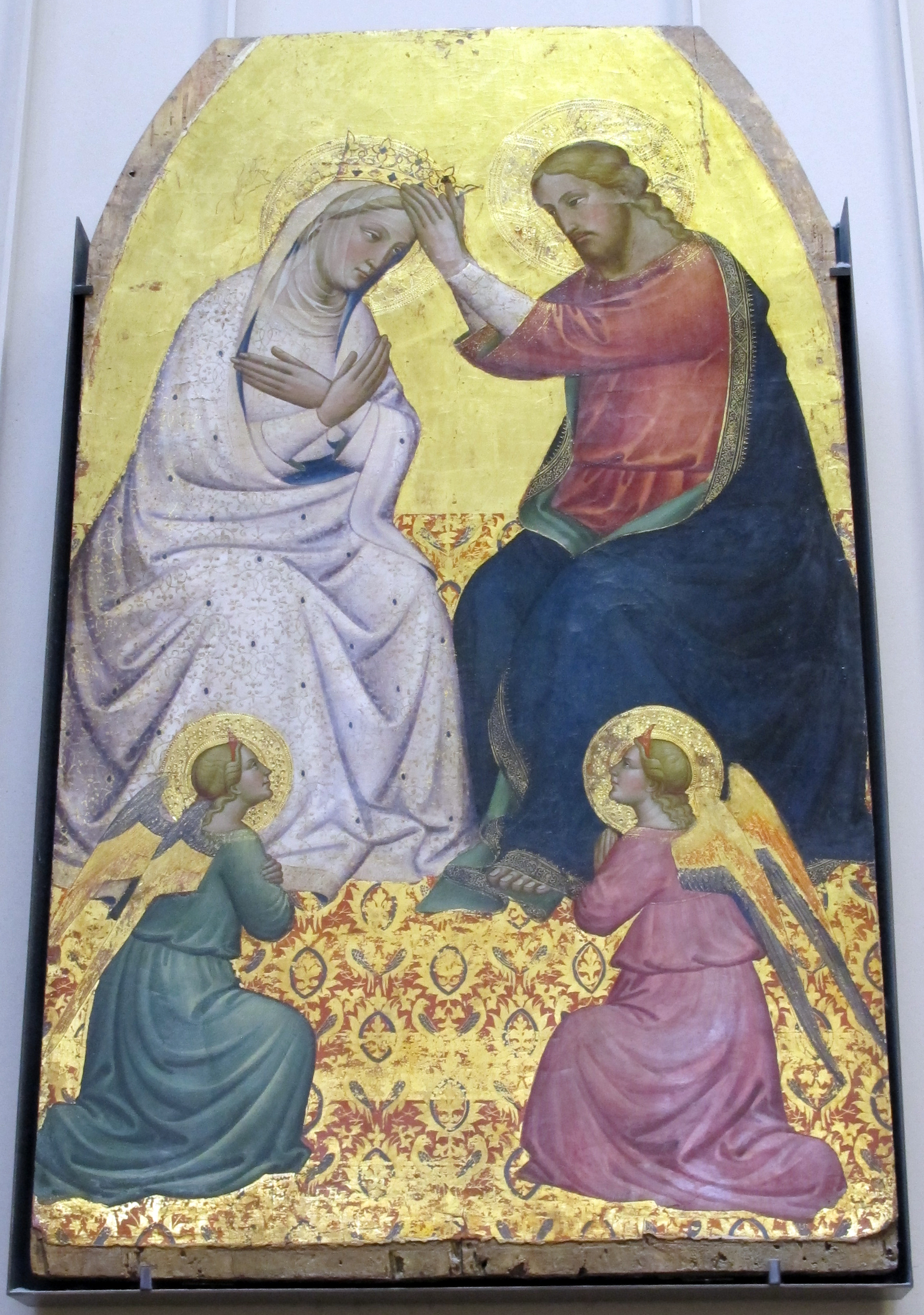
Couronnement de la Vierge (vers 1380-90), Paris, Louvre
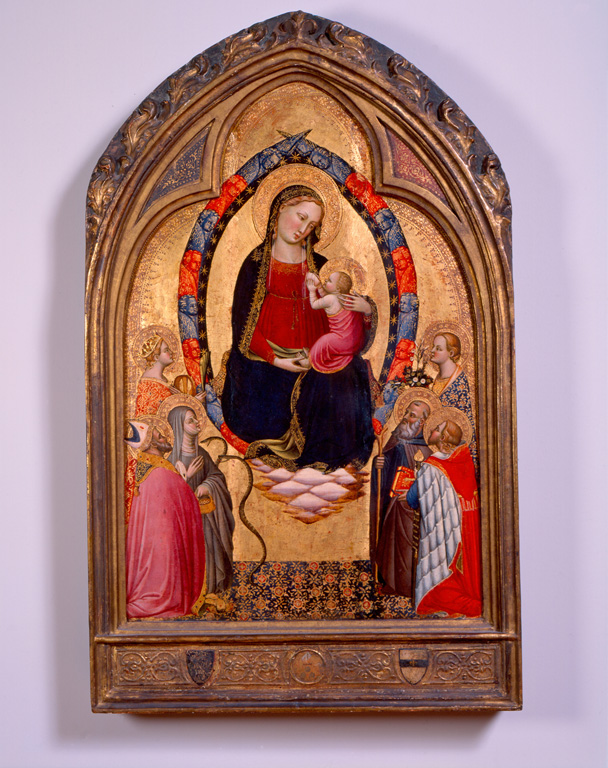
Vierge à l'Enfant avec six saints (vers 1390), Atlanta, High Museum of Art
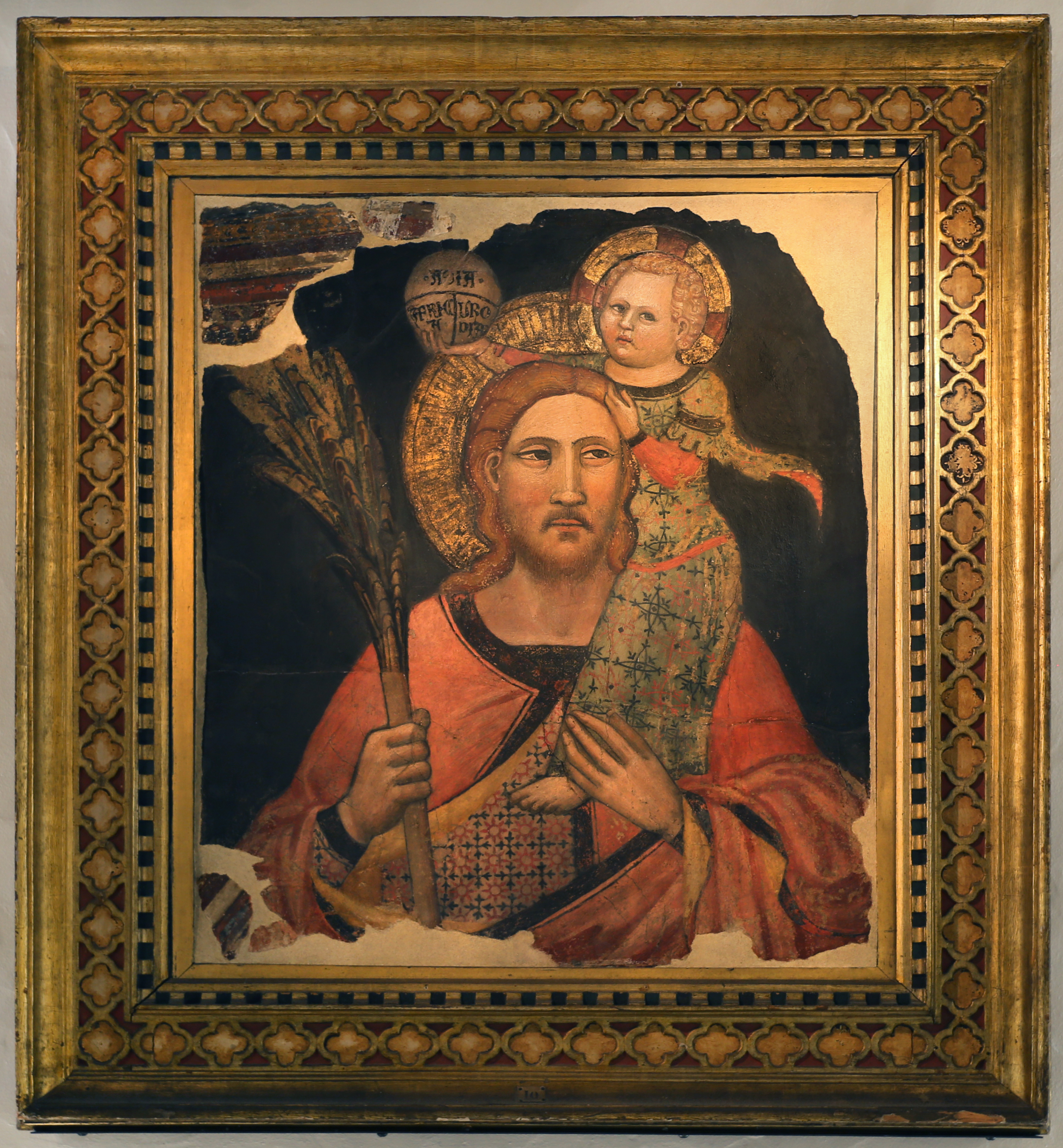
Saint Christophe et l'Enfant Jésus (vers 1390), Avignon, Musée du Petit Palais
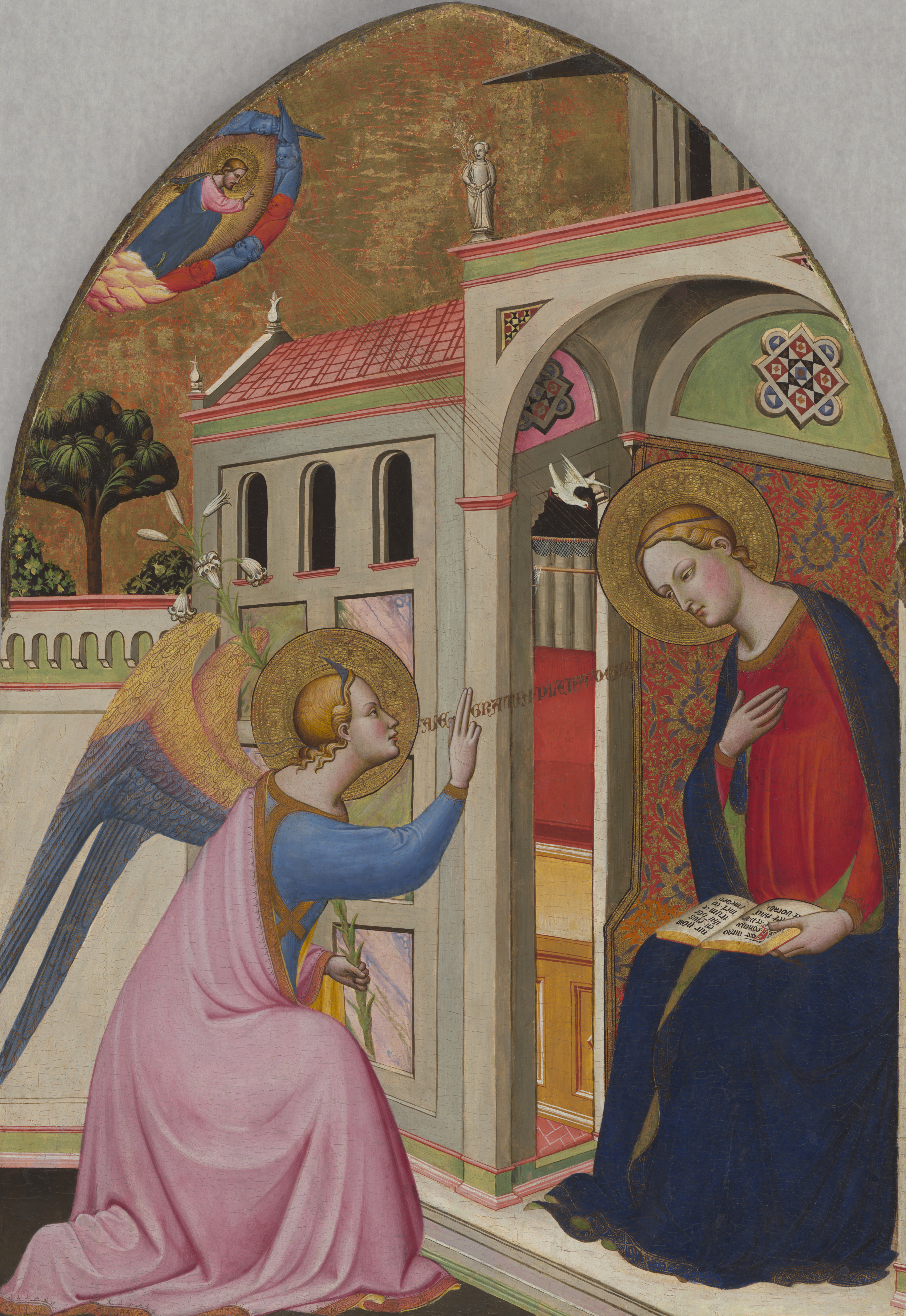
L'Annonciation (vers 1390-95), J. Paul Getty Museum
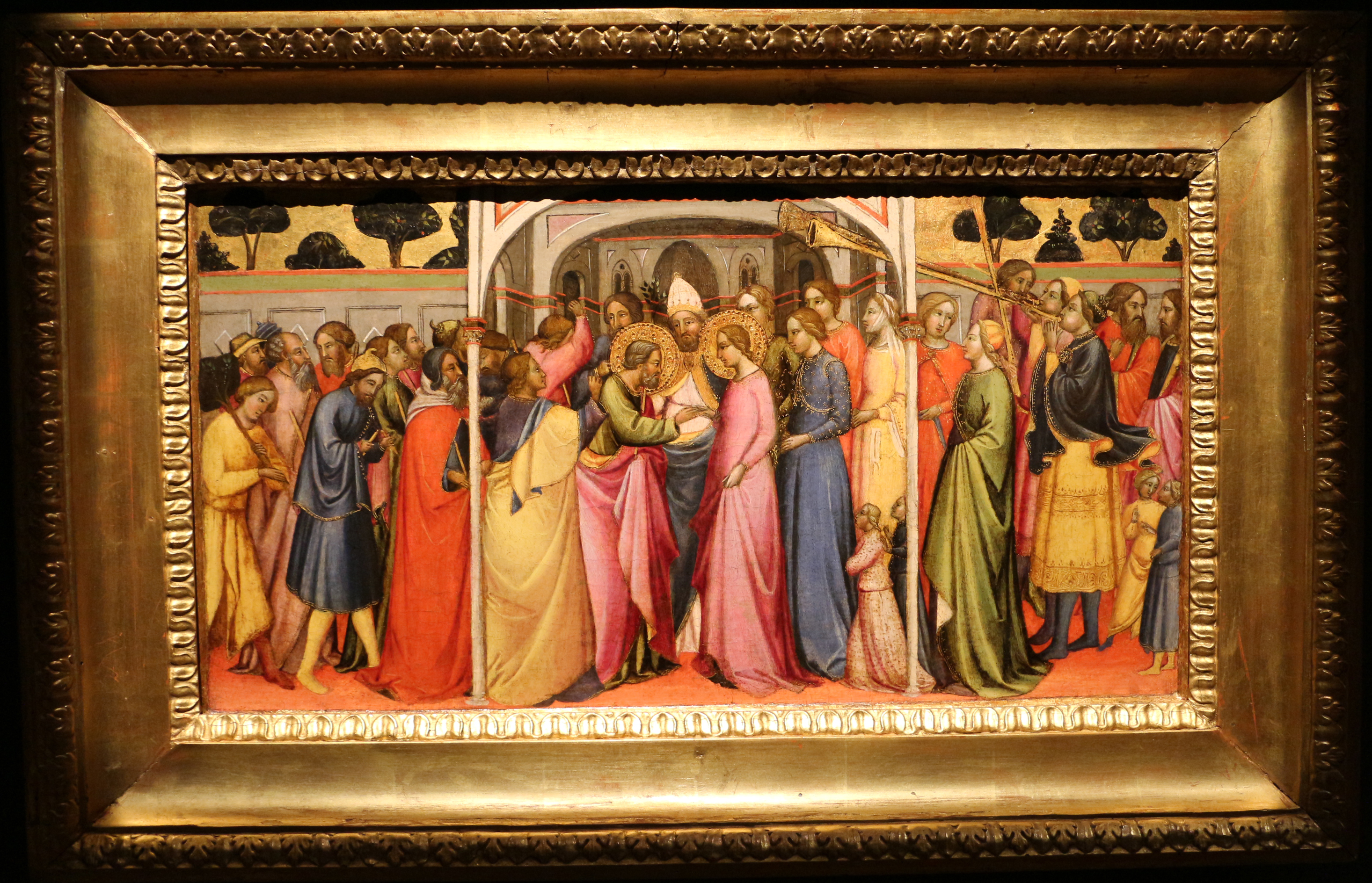
Mariage de la Vierge (vers 1395-1400), Bergame, Galleria dell’Accademia Carrara
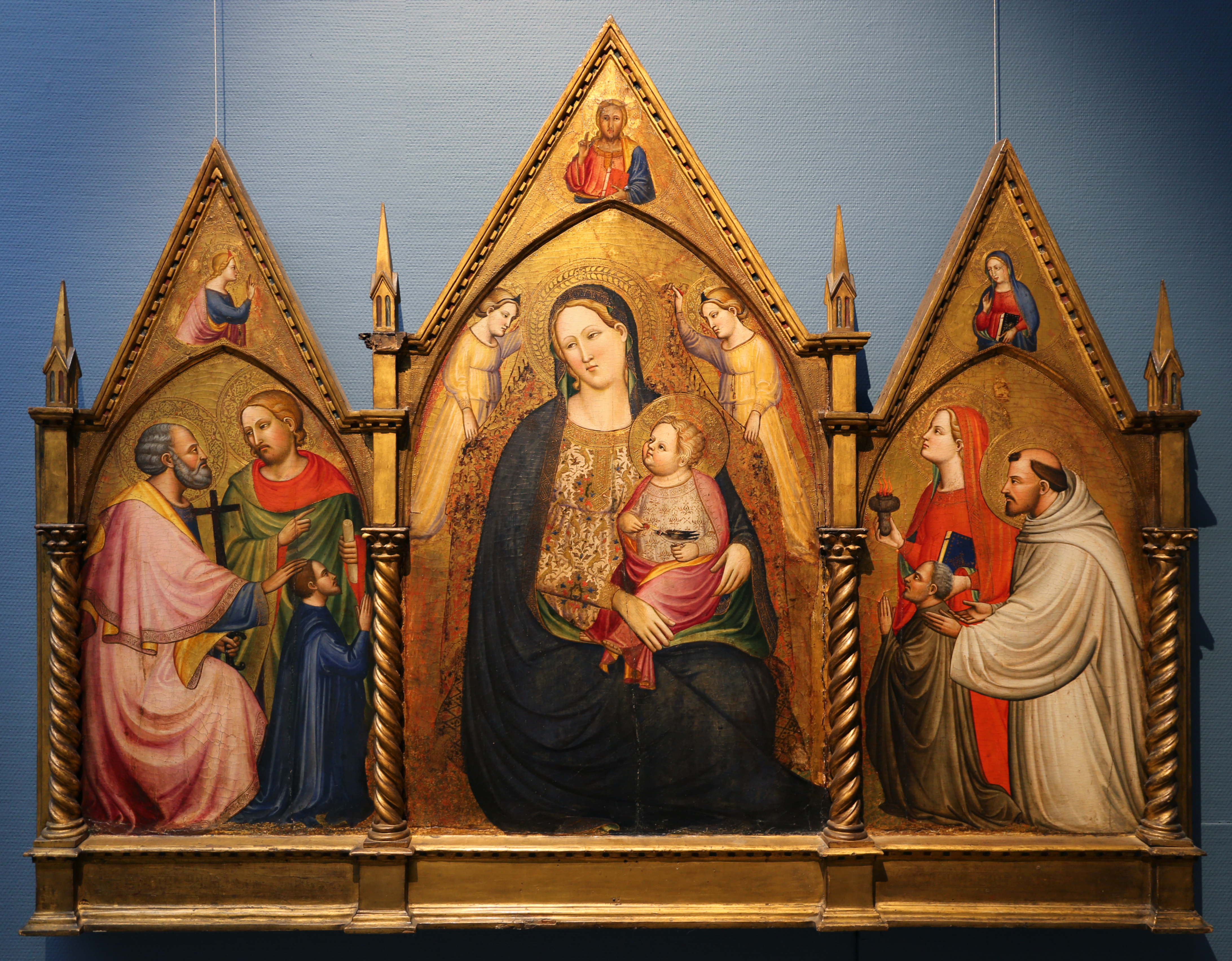
La Vierge et l'Enfant avec saints et donateurs (vers 1400), Dublin, National Gallery